# عين الحمام (تيزي وزو)
عين الحمام إحدى بلديات دائرة عين الحمام التابعة لولاية تيزي وزو. و تسمى كذلك ميشلي 

## معرض الصور

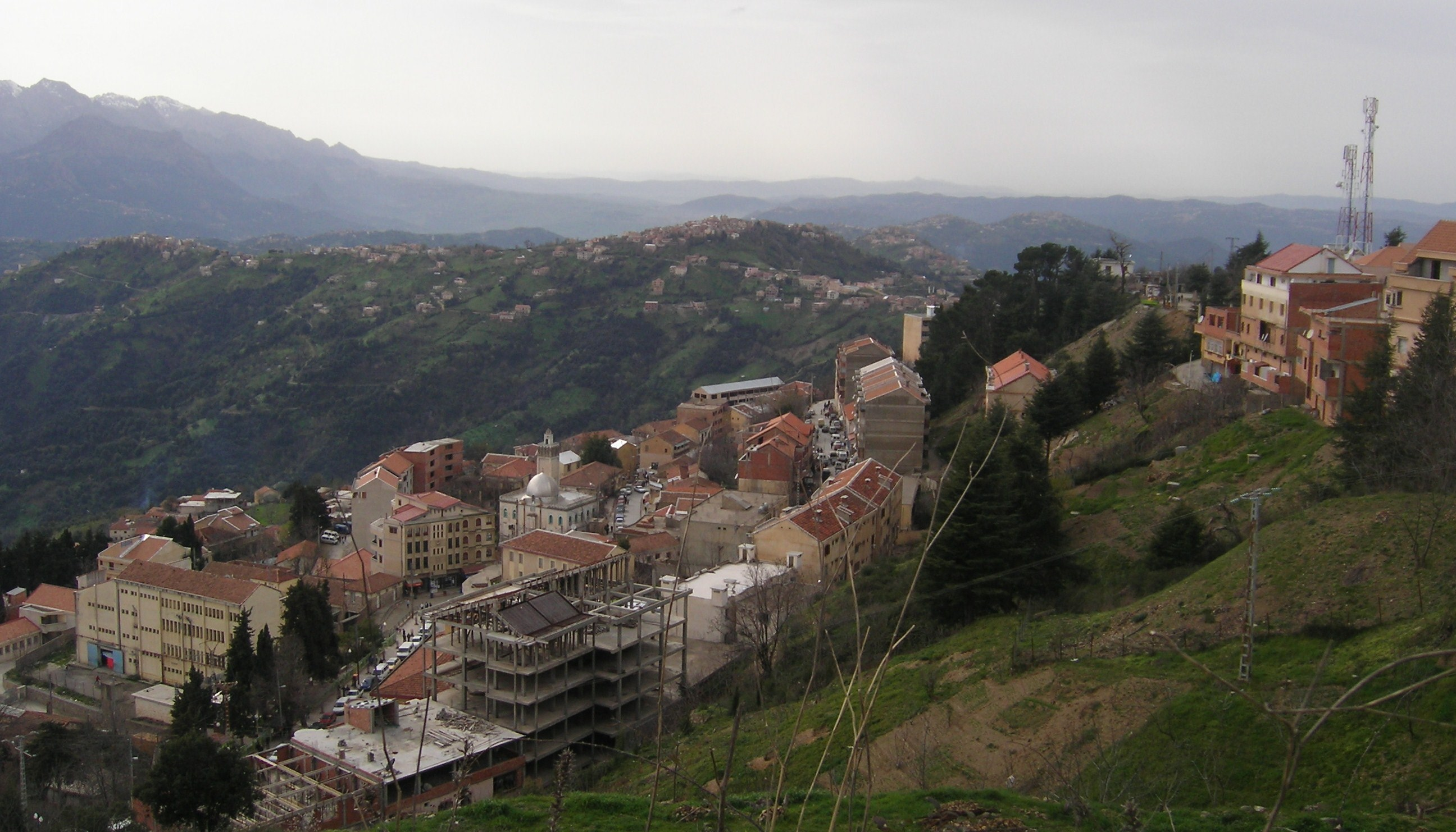
منظر لبلدية عين الحمام وعدة أحياء لآيت منقلات.
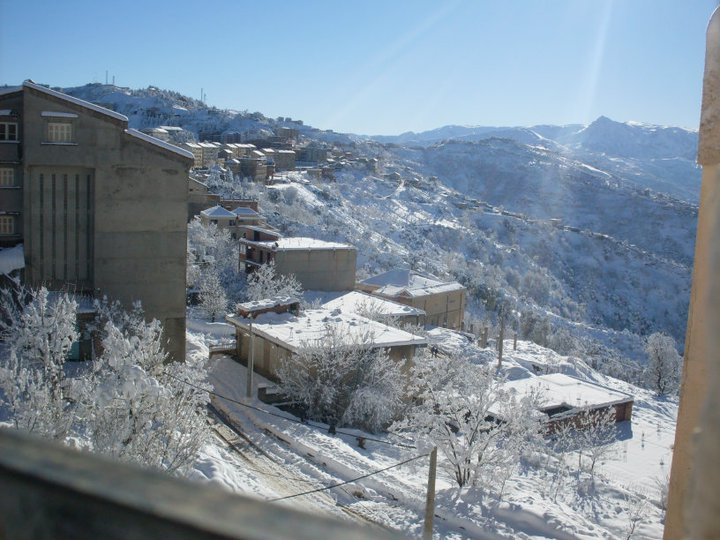
عين الحمام مغطاة بالثلج، مارس 2011.
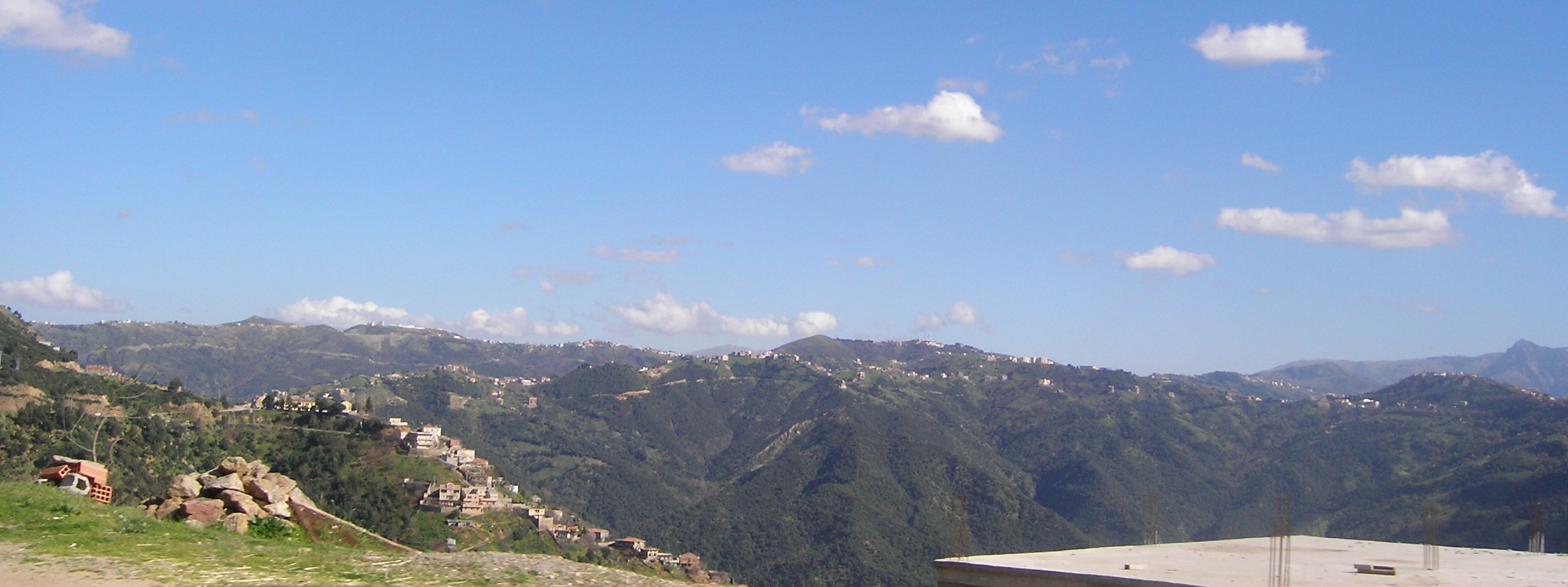
منظر عام لآيت منقلات (عين الحمام).

## أعلام
- فاطمة نسومر
- عبد المجيد سيدي السعيد
- أحمد علي غزالي
- عمارة بن يونس
- أعمر الزاهي

## مواضيع ذات صلة
- بلديات ولاية تيزي وزو
- دوائر ولاية تيزي وزو